# Angelsaksische landen
De Angelsaksische landen zijn een groep Engelssprekende landen die gemeenschappelijke culturele en historische banden hebben met het Verenigd Koninkrijk en die tegenwoordig nauwe politieke, diplomatieke en militaire banden hebben. Hoewel de landen die door verschillende bronnen worden opgenomen variëren, worden de Angelsaksische landen meestal niet beschouwd als alle landen waar Engels een officiële taal is, het is dus niet synoniem met Engelstalig landen, hoewel de landen die gewoonlijk worden opgenomen allemaal ooit deel uitmaakten van het Britse rijk.
De landen die meestal worden opgenomen in de definitie zijn: Australië, Canada, Nieuw-Zeeland, het Verenigd Koninkrijk en de Verenigde Staten. De term kan ook betrekking hebben op Ierland en de Engelssprekende Caraïbische landen, zoals de Bahama's, Barbados, en Jamaica.

## Definities

Commonwealth realms, landen waar Koning Charles III het staatshoofd is.
Gemenebest van Naties, behalve Rwanda en Mozambique voormalig onderdeel van het Britse Rijk.
Voormalig onderdeel van het Britse Rijk, maar tegenwoordig geen onderdeel van het Gemenebest van Naties.
Landen die onder de invloedssfeer van de Verenigde Staten waren en waar tegenwoordig Engels een van de officiële talen is.

De term Anglosphere (Engelse benaming voor de Angelsaksische landen) werd voor het eerst bedacht, maar niet expliciet gedefinieerd, door de sciencefictionschrijver Neal Stephenson in zijn boek The Diamond Age, gepubliceerd in 1995. John Lloyd nam deze term in 2000 over en definieerde deze als: Engelssprekende landen zoals het Verenigd Koninkrijk, de Verenigde Staten, Canada, Australië, Nieuw-Zeeland, Ierland, Zuid-Afrika en Brits West-Indië.  Het Merriam-Webster woordenboek definieert de Anglosphere als "de landen van de wereld waar de Engelse taal en culturele waarden overheersen".

### De kern van de Angelsaksische landen

Variabele definitie van de Angelsaksische landen, volgens James Bennett (The Anglosphere Challenge)

De vijf belangrijkste landen (de "kern") binnen de Angelsaksische landen (Australië, Canada, Nieuw-Zeeland, het Verenigd Koninkrijk en de Verenigde Staten) onderhouden een nauwe banden op het gebied van cultuur, diplomatiek en defensie met elkaar. Ze werken samen onder programma's als:
- ABCANZ-legers
- Air and Space Interoperability Council (luchtmacht)
- AUSCANNZUKUS (marines)
- Border Five
- Combined Communications Electronics Board (communicatie-elektronica)
- Five Country Conference (immigratie)
- Five Nations Passport Group
- The Technical Cooperation Program (technologie en wetenschap)
- Het UKUSA-akkoord (inlichtingendiensten).

Canada, Australië, Nieuw-Zeeland en het Verenigd Koninkrijk hebben Charles III als staatshoofd, maken deel uit van het Gemenebest van Naties en maken gebruik van het Westminster-model. De meeste kernlanden maken gebruik van een meerderheidsstelsel, maar Australië en Nieuw-Zeeland hebben hun stelsels hervormd en er zijn andere stelsels die bij sommige verkiezingen in het Verenigd Koninkrijk worden gebruikt. Als gevolg hiervan wordt de politiek in de meeste kernlanden gedomineerd door twee grote partijen.

## Cultuur en economie
Vanwege hun historische banden delen de Angelsaksische landen enkele culturele eigenschappen die nog steeds bestaan. De meeste Angelsaksische maken gebruik van common law in plaats van continentaal recht als hun rechtsstelsel, en geven de voorkeur aan democratie met wetgevende kamers boven andere politieke systemen. Privé-eigendom wordt beschermd door de wet of grondwet.
De marktvrijheid is hoog in de Verenigde Staten, het Verenigd Koninkrijk, Australië en Nieuw-Zeeland, omdat ze alle vier het Angelsaksische economische model delen – een kapitalistisch model dat in de jaren zeventig is ontstaan op basis van de Chicago School of Economics met een oorsprong uit het 18e-eeuws Verenigd Koninkrijk. Het gedeelde gevoel van globalisering heeft ertoe geleid dat steden als New York, Londen, Los Angeles, Sydney en Toronto aanzienlijke impact hebben gemaakt op de financiële markten en de wereldeconomie. De wereldcultuur is sterk beïnvloed door amerikanisering.